# Bulbophyllum newportii
Bulbophyllum newportii är en orkidéart som först beskrevs av Frederick Manson Bailey, och fick sitt nu gällande namn av Robert Allen Rolfe. Bulbophyllum newportii ingår i släktet Bulbophyllum och familjen orkidéer. Inga underarter finns listade i Catalogue of Life.